# Santa Fé (Darién)
Santa Fé è un comune (corregimiento) della Repubblica di Panama situato nel distretto di Chepigana, provincia di Darién. Si estende su una superficie di 615,3 km² e conta una popolazione di 6.923 abitanti (censimento 2010).